# Montgomery megye (Észak-Karolina)
Montgomery megye az Amerikai Egyesült Államokban, azon belül Észak-Karolina államban található. Megyeszékhelye és legnagyobb városa Troy. Lakosainak száma 25 751 fő (2020. április 1.). Montgomery megye Randolph, Moore, Richmond, Anson, Stanly, Rowan és Davidson megyékkel határos.

## Népesség
A megye népességének változása:
| Lakosok száma | 27 733 | 27 875 | 27 648 | 27 571 | 27 548 | 25 751 |
|               | 2010   | 2011   | 2012   | 2013   | 2015   | 2020   |